# 5709 Tamyeunleung
5709 Tamyeunleung (1977 TS3) là một tiểu hành tinh vành đai chính.